# Közönséges víziászka
A közönséges víziászka (Asellus aquaticus) a felsőbbrendű rákok (Malacostraca) osztályának ászkarákok (Isopoda) rendjébe, ezen belül az Asellidae családjába tartozó faj.

## Előfordulása
A közönséges víziászka az elterjedési területén mindenütt igen gyakori. Észak-Amerika, Európa és Oroszország mérsékelt övi édesvizeiben sokfelé fellelhető. A kisebb mértékű vízszennyezettséget is megtűri.

## Alfajai
- Asellus aquaticus abyssalis Odenwall, 1927
- Asellus aquaticus aquaticus Linnaeus, 1758
- Asellus aquaticus carniolicus Sket, 1965A
- Asellus aquaticus carsicus Karaman, 1952
- Asellus aquaticus cavernicolus Racovitza, 1925
- Asellus aquaticus cyclobranchialis Sket, 1965A
- Asellus aquaticus fribergensis Schneider, 1887
- Asellus aquaticus infernus Turk-Prevorcnik & Blejec, 1998
- Asellus aquaticus irregularis Sket, 1965A
- Asellus aquaticus longicornis Sket, 1965A
- Asellus aquaticus messerianus Birstein, 1945

## Megjelenése
A közönséges víziászka fején egy pár összetett szem és 2 csáppár található, melyek közül az első meglehetősen rövid, a másik pedig körülbelül a testtel megegyező hosszúságú. Hátpajzsa nincs, ezért 7 torszelvénye szabadon áll, rajtuk ugyanannyi pálcaszerű járólábpár van. A szelvények hátlemezei gyengén boltozatosak. A hím testhosszúsága 12 milliméter, a nőstény legfeljebb 8 milliméter. Színük szürke, világosabb foltokkal, néha fehéres.

## Életmódja
A közönséges víziászka álló- és folyóvizek lakója, túlnyomórészt a vízfenéken tartózkodik. Tápláléka elhalt növényi részek (például vízbe hullott levelek) és egyéb szerves törmelék.

## Szaporodása
Mint a pataki bolharáknál (Gammarus pulex), a párosodás itt is a nőstény vedlése idején megy végbe. Ekkor a nőstény a potrohbőrét veti le. Ennek következtében ivarnyílásai az eredeti többszörösére nagyobbodnak. A párosodás az egész nap folyamán tart.